# Église Sainte-Ruffine d'Aureilhan
L’église Sainte-Ruffine se situe à Aureilhan, dans le département français des Landes. Elle est une étape sur la voie de Soulac du pèlerinage de Saint-Jacques-de-Compostelle.

## Présentation
Le patron de la paroisse est saint Mommolin.

### L’église
Voir site : https://sites.google.com/site/adareasso/accueil-home/3-histoire
Située en bordure de l'étang d’Aureilhan, cette église pittoresque de style roman est bâtie en garluche. Dédiée à sainte Ruffine, elle possède une nef unique, deux chapelles latérales et une abside semi-circulaire. Sa particularité réside sous son porche : il s’agit d’une grosse poutre, dirigée dans l’axe de l’église, sculptée de motifs géométriques divers, d’un style naïf qui peut être attribué à l’art populaire des XVe et XVIe siècles (écailles de poisson, roues, damiers, losanges, etc.).
À l’intérieur de l’église, la statue et le reliquaire de sainte Ruffine, provenant d’une ancienne chapelle, sont placés à droite dans la nef. Lors de la restauration de 1989, une niche a été découverte derrière le maître autel. Un vitrail y a été inséré.

### La source
Il existe plusieurs fontaines dans la commune d’Aureilhan, dont la fontaine de sainte Ruffine, près de l’église, sur l’emplacement de l’ancienne chapelle. Elle est encore fréquentée de nos jours pour soulager les problèmes d'impétigo, d'acné ou d'eczéma. Autrefois, les mères y menaient les nourrissons atteints de « croûtes de lait ». Elles les mouillaient avec un mouchoir qu'elles devaient ensuite abandonner sur place. Après le passage à la fontaine, la tradition veut qu'on aille prier devant la statue et le reliquaire de sainte Ruffine, placés à droite dans la nef de l'église.
En 1946, une tempête détruit la chapelle couvrant la fontaine, mais l'autel et la statue sont restés intacts.

## Galerie

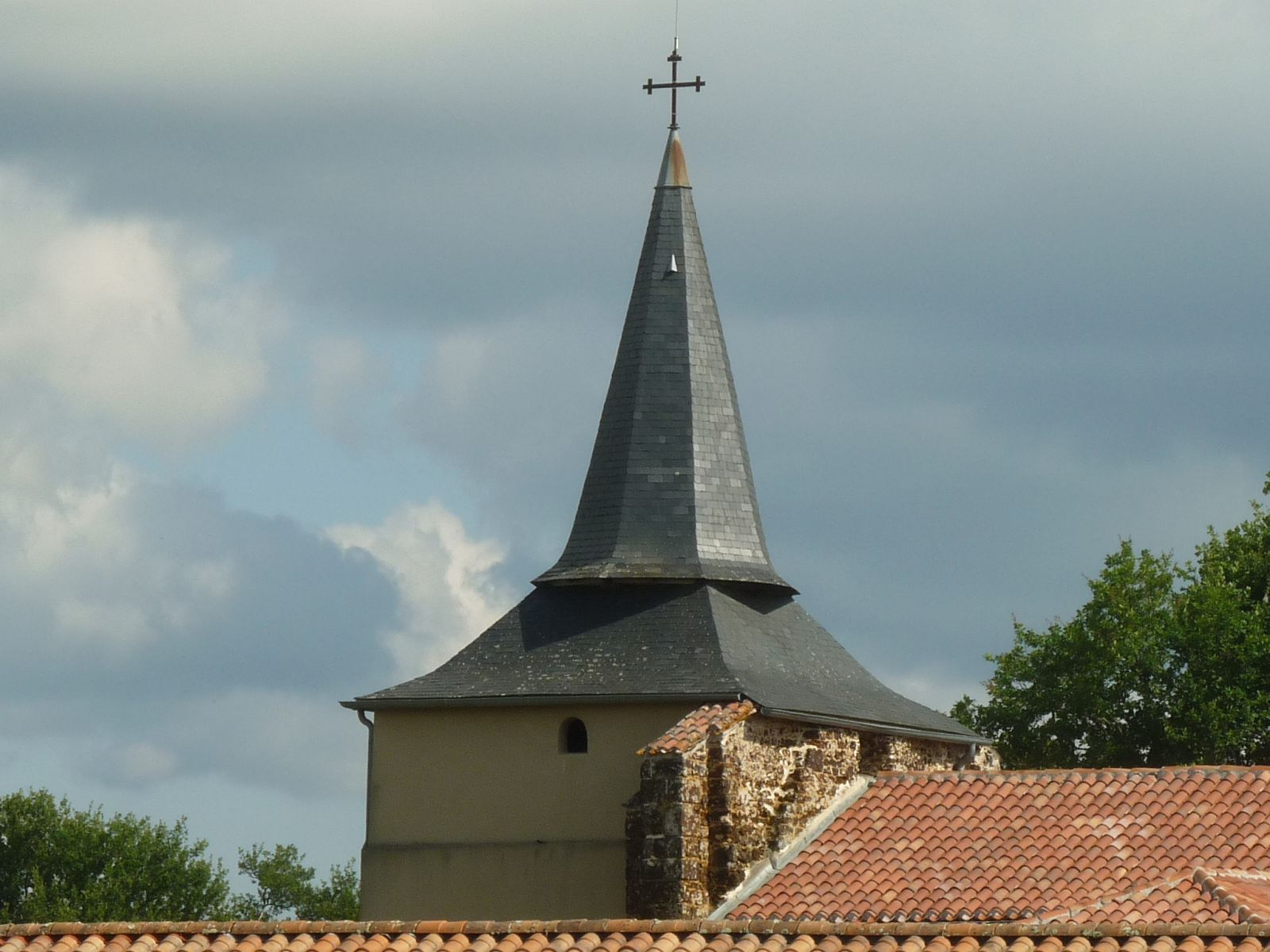
Le clocher.
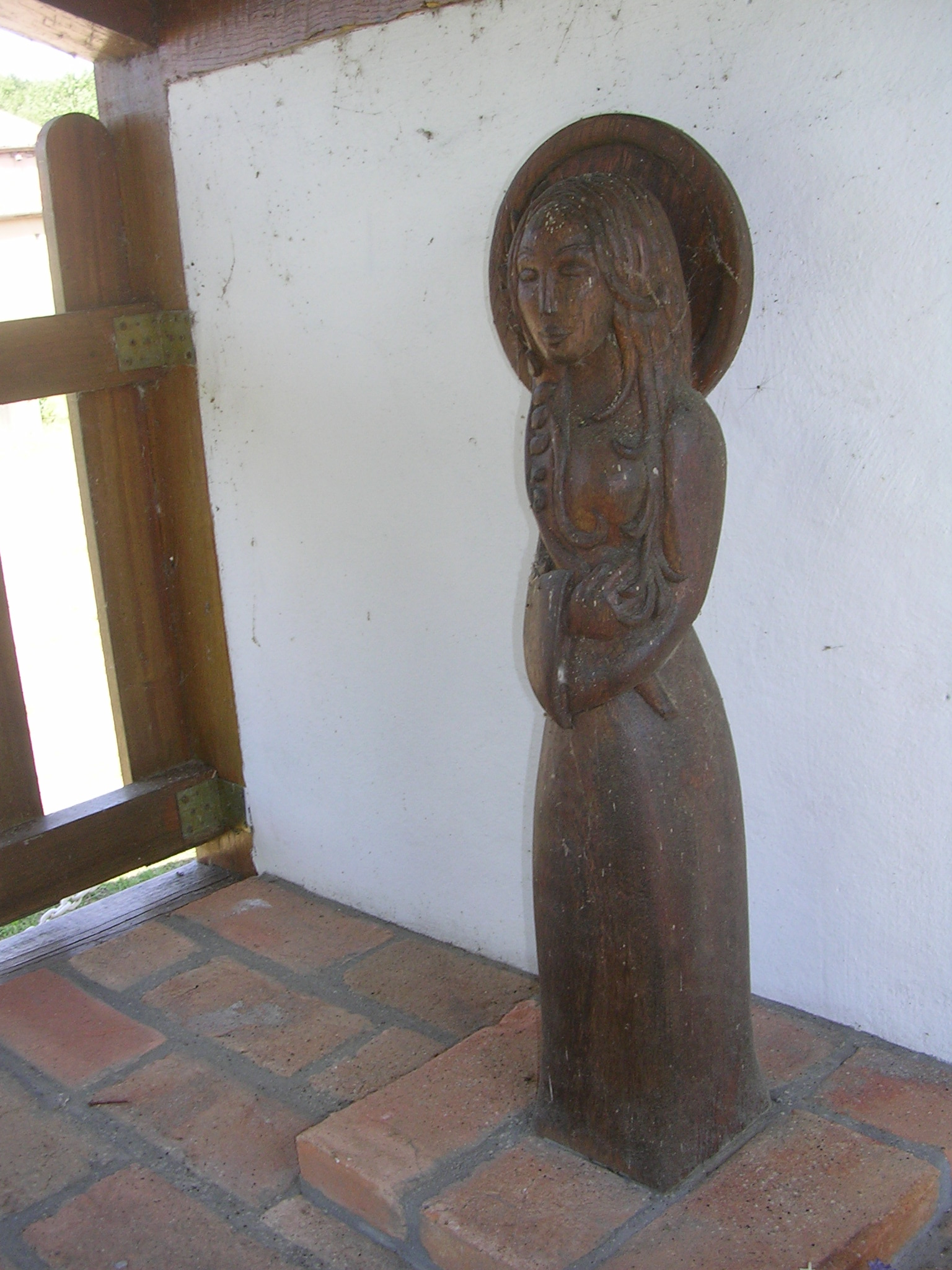
La source Sainte-Ruffine.
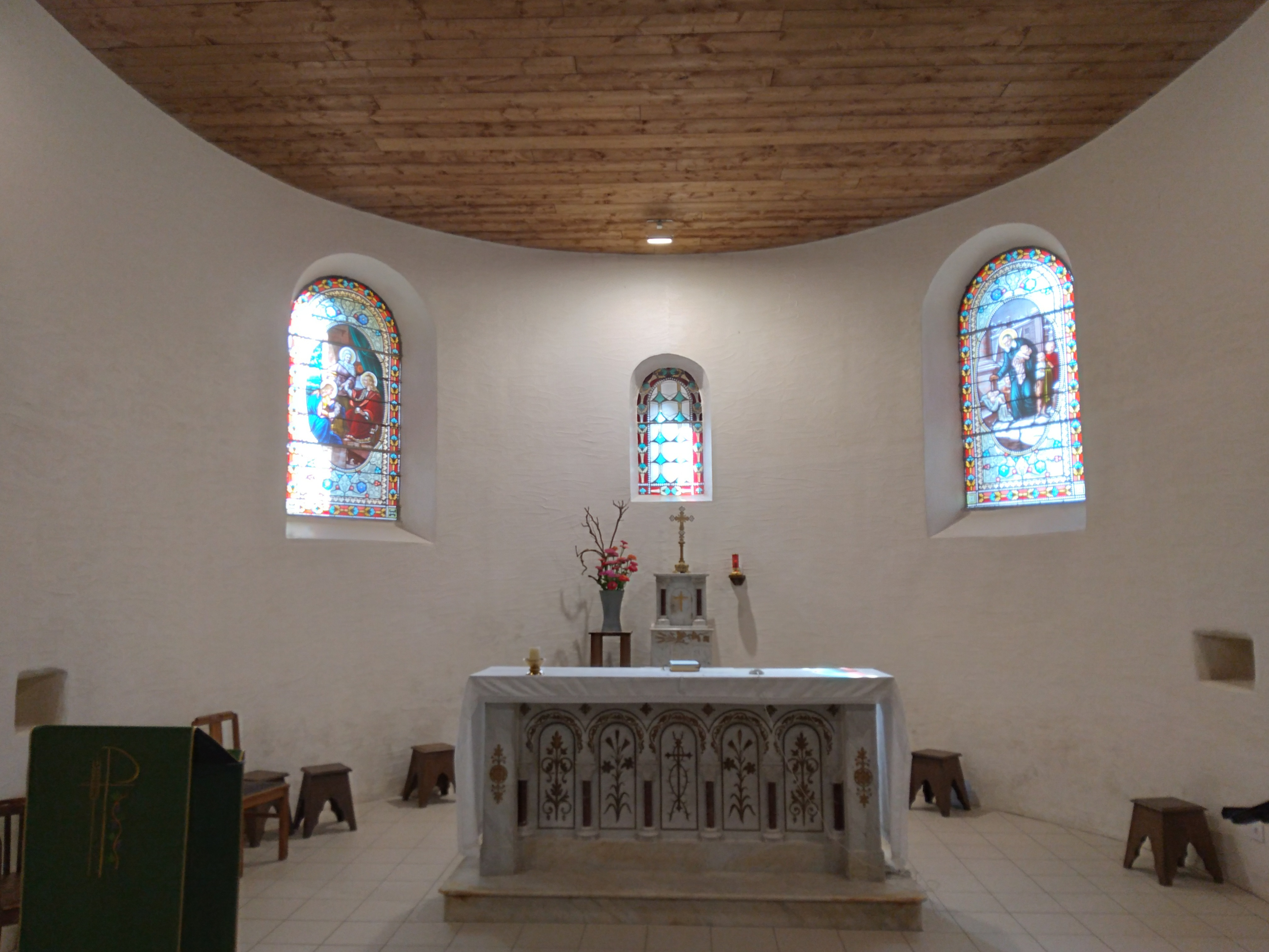
Le chœur.
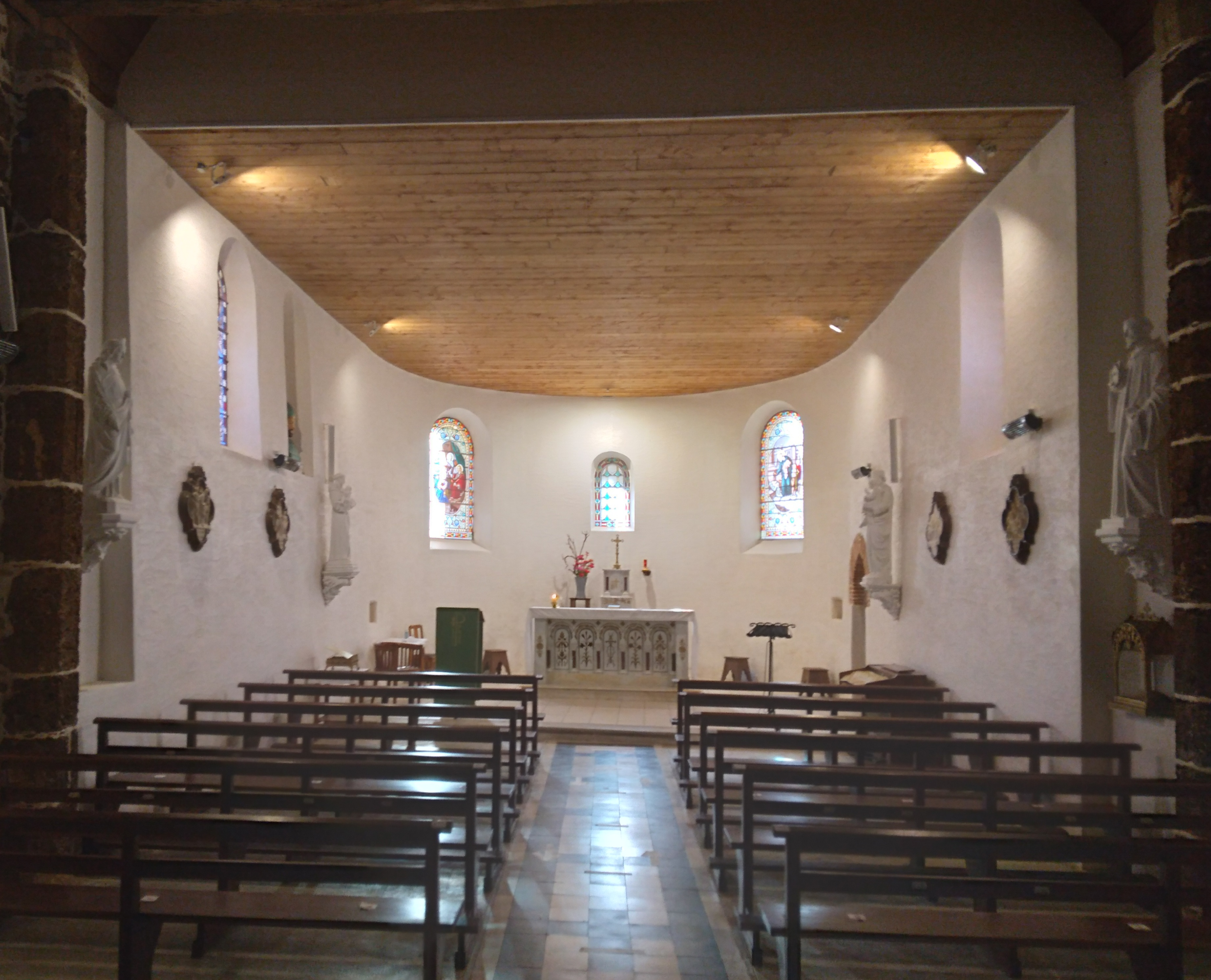
La nef.
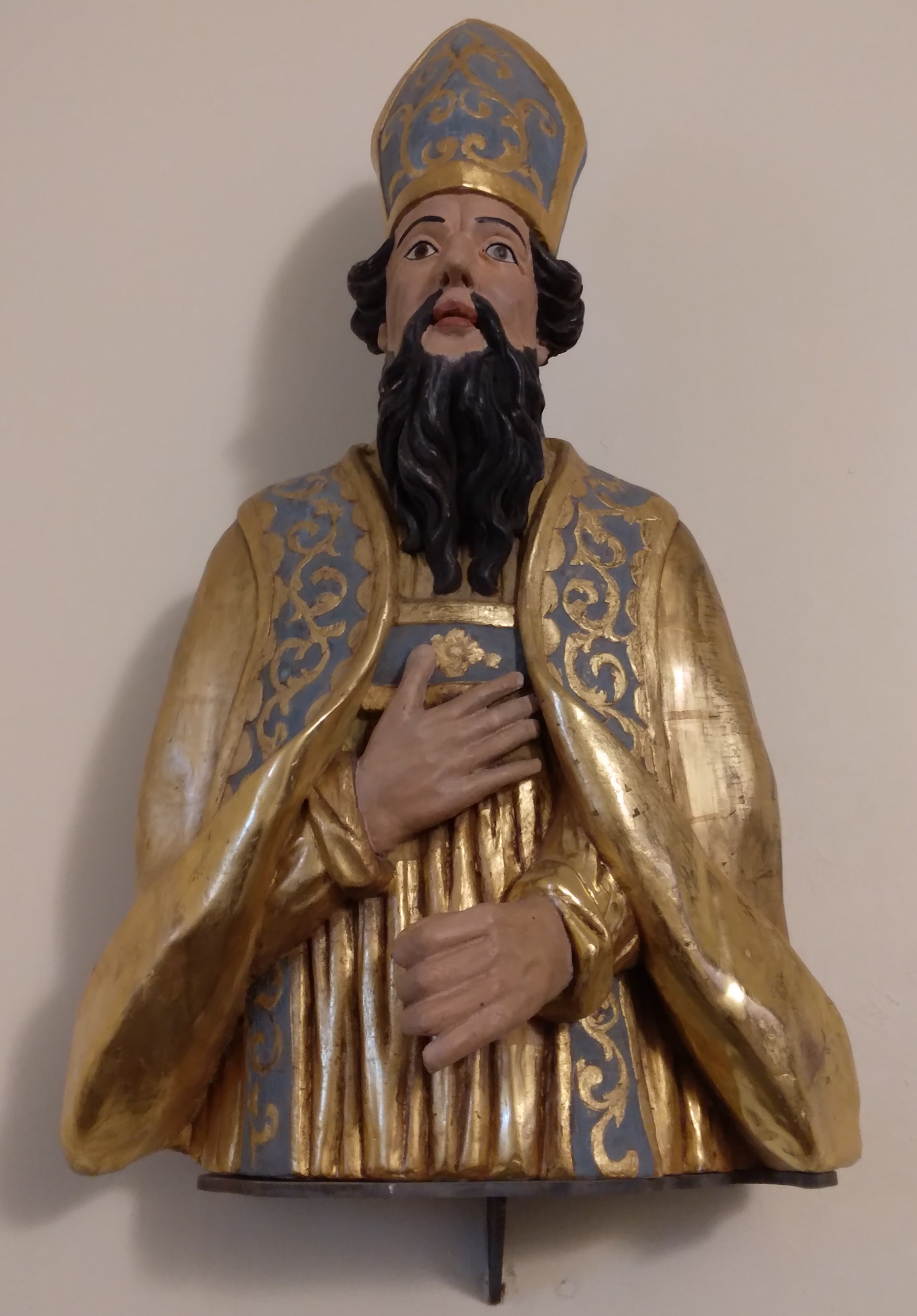
Buste de saint Mommolin.
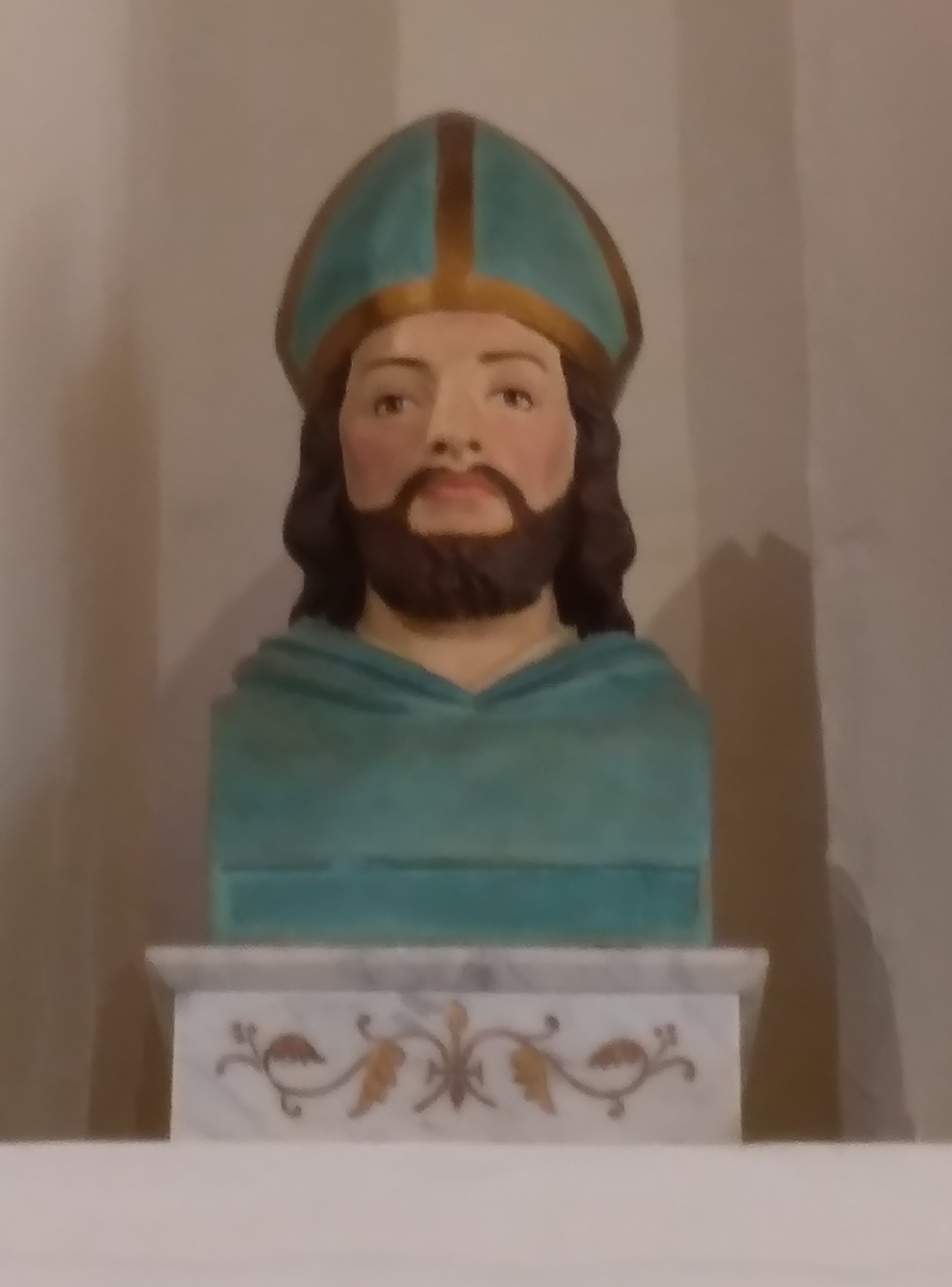
Autre buste de saint Mommolin.
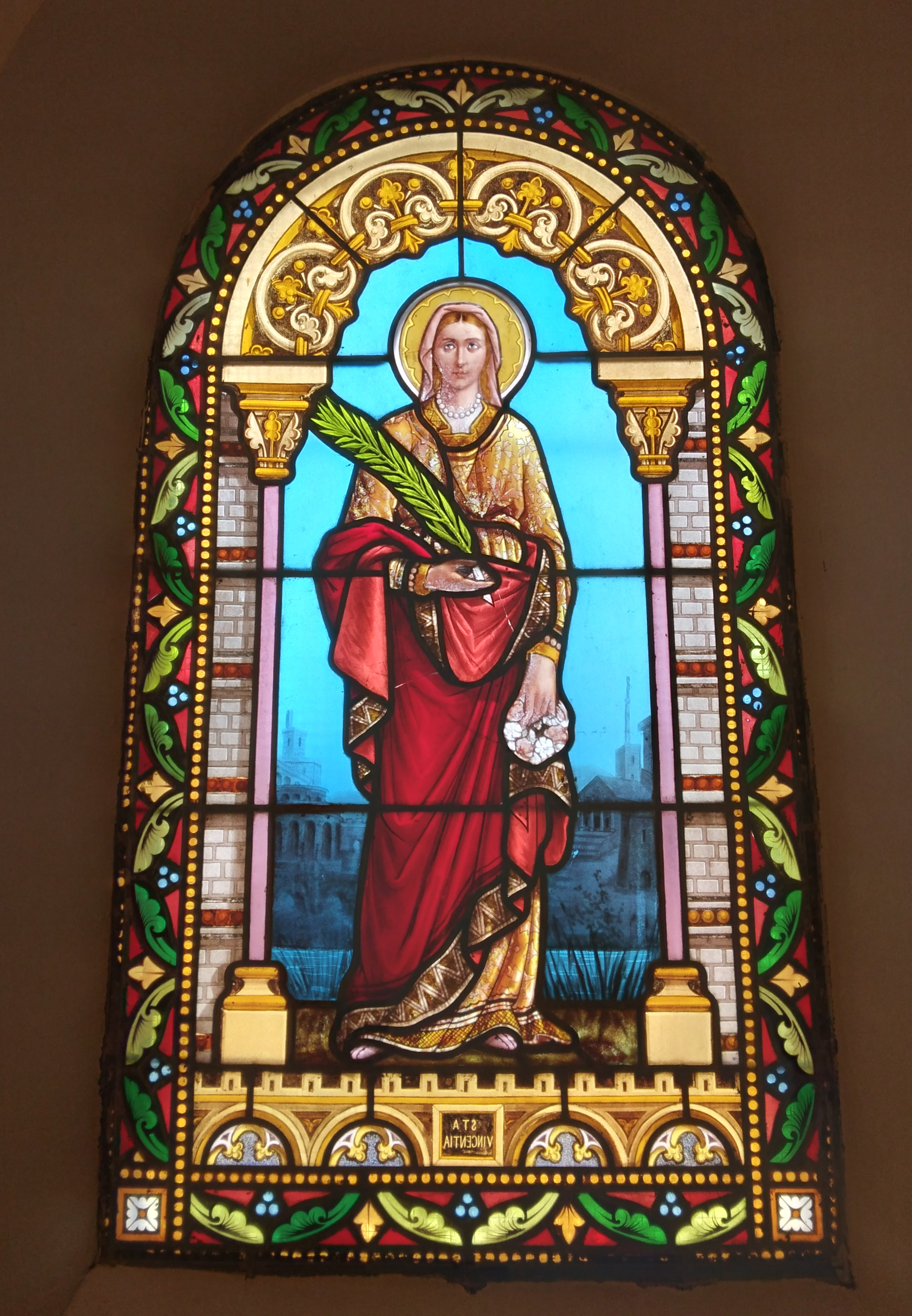
Vitrail représentant sainte Ruffine.